# لیل (لاهیجان)
روستای لیل در استان گیلان شهرستان لنگرود بخش اطاقور می‌باشد و دارای طبیعتی بکر و دست نخورده است، سرسبزی، جنگل، رودخانه و اهالی بسیار خوب این روستا در کنار هم باعث شده تا این روستا شکل بسیار قشنگی به خود بگیرد. نزدیکی کوه‌ها به هم و از میان این کوه‌ها رودخانه که روان شده و باغ چای وشالیزارهای که در نوع خود قشنگی خاصی که دارد این روستا را جزو بهترین مناظر طبیعی کشور کرده است.

## پارک جنگلی
بعد از روستای لیل روستای دیگری بنام روستای سراجان وجود دارد، پارک جنگلی ستاره لیل یکی از مناظر و طبیعت زیبا و دیدنی می‌باشد که مکانی تفریحی جذابی می‌باشد که توریستهای زیادی رو به این منطقه بکر جذب کرده است.
پارک جنگلی ستاره لیل در روستای سراجان از دهستان لیل، که از طریق جاده (اطاقور –لیل- خرما) که حدود سه و نیم کیلومتر مانده به روستای خرما است که حدود پانصد متر  بعد از پُلِ چِشتلِه می‌توان به آنجا رفت. با داشتن طبیعتی زیبا دارای چشم‌انداز کوهستان و رودخانه بوده و استقرار گونه‌های متنوع درختی (توسکا، لرک، انجیلی) محیطی مناسب برای گردشگران فراهم ساخته است. در ضمن کاربران میتوانند این پارک را بنام ( پارک جنگلی ستاره لَیل در نقشه گوگِل مراجعه کنند .

## روستای کوچک چشتله
در جاده لیل خرما (نزدیکی پارک جنگلی) روستای بسیار کوچکی در منطقه کوهستانی وجود دارد بنام چشتله، که جمعیت آن حدود شش یا هفت خانوار می‌باشد که شغلشان دامداری و کشاورزی می‌باشد.

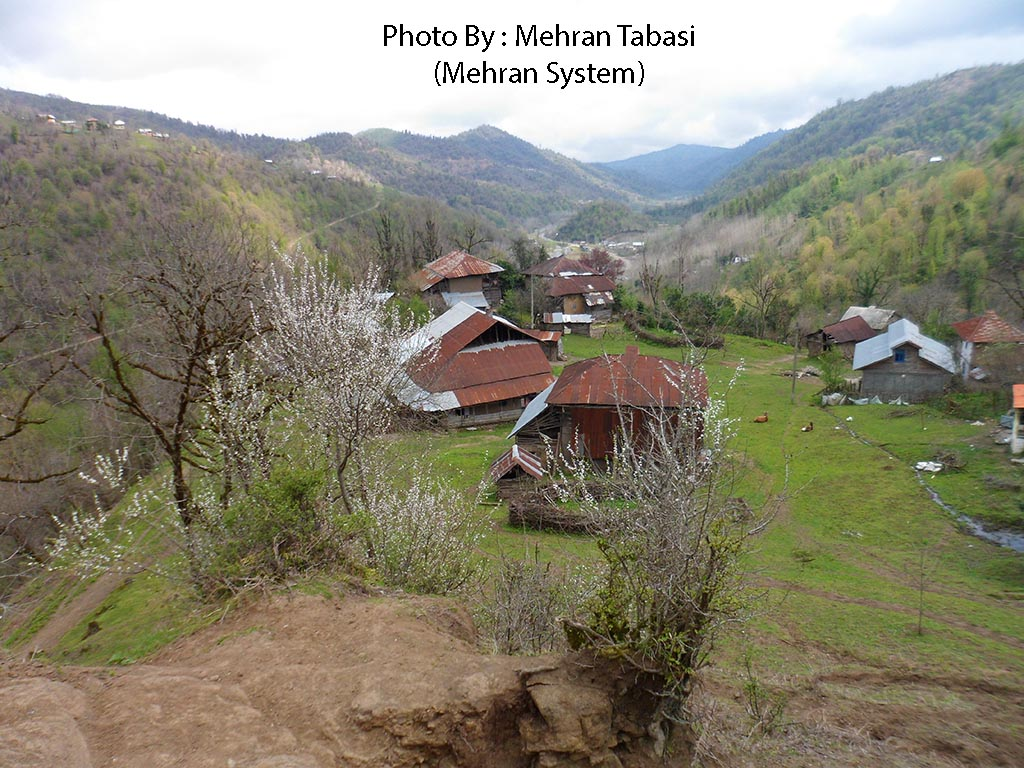
نمایی از روستای کوچک چشتله